# Liste der Biografien/Sein
Liste der Biografien |
Portal Biografien |
Personensuche
# |
A |
B |
C |
D |
E |
F |
G |
H |
I |
J |
K |
L |
M |
N |
O |
P |
Q |
R |
S |
T |
U |
V |
W |
X |
Y |
Z |
?
 
Sa |
Sb |
Sc |
Sd |
Se |
Sf |
Sg |
Sh |
Si |
Sj |
Sk |
Sl |
Sm |
Sn |
So |
Sp |
Sq |
Sr |
Ss |
St |
Su |
Sv |
Sw |
Sy |
Sz
 
Sea |
Seb |
Sec |
Sed |
See |
Sef |
Seg |
Seh |
Sei |
Sej |
Sek |
Sel |
Sem |
Sen |
Seo |
Sep |
Seq |
Ser |
Ses |
Set |
Seu |
Sev |
Sew |
Sex |
Sey |
Sez
 
Seib |
Seic |
Seid |
Seie |
Seif |
Seig |
Seij |
Seik |
Seil |
Seim |
Sein |
Seip |
Seir |
Seis |
Seit |
Seiu |
Seiv |
Seiw |
Seix |
Seiz
Die Liste der Biografien führt alle Personen auf, die in der deutschsprachigen Wikipedia einen Artikel haben. Dieses ist eine Teilliste mit 26 Einträgen von Personen, deren Namen mit den Buchstaben „Sein“ beginnt.

## Sein
- Sein Lwin (1923–2004), myanmarischer Militär und Politiker
- Sein, Edgar (1908–1941), estnischer Journalist und Schriftsteller

### Seine
- Seinecke, Ferdinand (* 1814), deutscher Pädagoge, Sachbuch-Autor sowie Gründer und Direktor einer privaten Höheren Töchterschule in Hannover
- Seinei († 484), 22. Tennō von Japan
- Seinemeyer, Meta (1895–1929), deutsche Opernsängerin (Sopran)
- Seinen, Cheryl (* 1995), niederländische Badmintonspielerin
- Seiner, Anton (1910–1968), österreichischer Landwirt und Politiker (ÖVP), Abgeordneter zum Nationalrat
- Seiner, Franko (1874–1929), österreichischer Afrikaforscher, Autor und Politiker

### Seinf
- Seinfeld, Evan (* 1965), amerikanischer Musiker und Schauspieler sowie Regisseur, Fotograf und Autor
- Seinfeld, Jerry (* 1954), US-amerikanischer Schauspieler und ComedianJerry Seinfeld (* 1954)

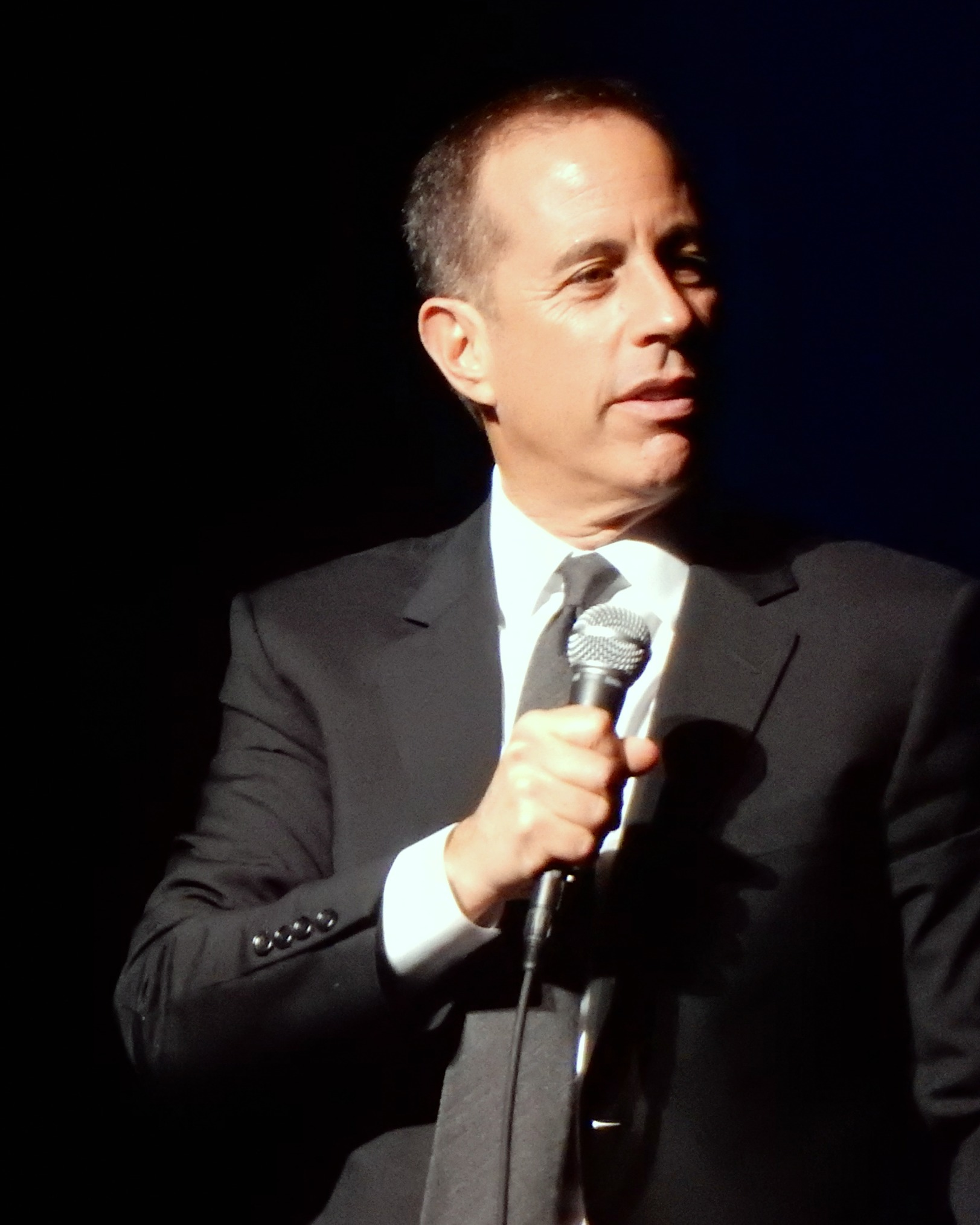
Jerry Seinfeld (* 1954)

- Seinfeld, Joachim (* 1962), bildender Künstler

### Seini
- Seinig, Günter (* 1949), deutscher Fußballspieler
- Seinitz, Kurt (* 1947), österreichischer Journalist und Buchautor
- Šeinius, Ignas (1889–1959), litauisch-schwedischer Schriftsteller, Publizist und Diplomat

### Seino
- Seino, Tomoaki (* 1981), japanischer Fußballspieler

### Seinp
- Seinpaal, Yurick (* 1995), niederländischer Fußballspieler

### Seins
- Seinsch, Walther (* 1941), deutscher Unternehmer
- Seinsche, Franz (1904–1987), deutscher katholischer Priester und Autor mehrerer Jugendbücher
- Seinsheim, Adam Friedrich von (1708–1779), Fürstbischof von Würzburg und Bamberg
- Seinsheim, August von (1789–1869), deutscher Maler
- Seinsheim, Freiherr von Schwarzenberg, Erkinger I. von (1362–1437), deutscher Amtmann, Kaiserlicher Rat
- Seinsheim, Georg Ludwig von (1514–1591), deutscher Reichshofrat, Feldmarschall und Obrist des fränkischen Reichskreises
- Seinsheim, Joseph Franz Maria von (1707–1787), kurbayerischer Politiker
- Seinsheim, Karl von (1784–1864), bayerischer Landtagspräsident
- Seinsheim-Grünbach, Maximilian von (1811–1885), deutscher Politiker (Zentrum), erblicher Reichsrat, MdR

### Seint
- Seinti, Nana Kwadwo (* 1941), ghanaischer Politiker, Regionalminister der Brong Ahafo Region in Ghana